# 莱纳·舍内博恩
莱纳·舍内博恩（德語：Lena Schöneborn，1986年4月11日—），德国女子现代五项运动员。她曾获得2008年夏季奥运会现代五项比赛女子个人金牌。她也参加了2012年和2016年夏季奥运会。